# سونیل گروور
سونیل گروور (به انگلیسی: Sunil Grover) (زاده ۳ اوت ۱۹۷۷) بازیگر هندی است.
از فیلم‌هایی که وی در آن نقش داشته است می‌توان به جبار برگشته اشاره کرد.

## فیلم‌شناسی
فهرست برخی از فیلم‌هایی که سونیل گروور در آنها به ایفای نقش پرداخته است:
- جبار برگشته
- گجینی
- انسان
- عشق اتفاق می‌افتد
- باغی
- منطقه قاضی‌آباد
- افسانه بهاگات سینگ
- قهرمان بازی
- بهارات
- ترقه
- جوان